# 下船塚古墳
下船塚古墳（日语：／ Shimofunadukakofun）是位於日本福井縣三方上中郡若狹町日笠字上船塚的一座前方後圓墳，屬於上中古墳群（日笠古墳群和船塚古墳群），日本國史跡。

## 概要
| 古墳群 | 古墳名稱     | 形狀       | 墳丘長度 | 建造時期 |
| ------ | ------------ | ---------- | -------- | -------- |
| 脇袋   | 上之塚古墳   | 前方後圓墳 | 100米    | 5世紀初  |
| 脇袋   | 城山古墳     | 前方後圓墳 | 63米     | 5世紀中  |
| 脇袋   | 西塚古墳     | 前方後圓墳 | 74米     | 5世紀末  |
| 脇袋   | 中塚古墳     | 前方後圓墳 | 72米     | 5世紀末  |
| 天德寺 | 十善之森古墳 | 前方後圓墳 | 68米     | 6世紀初  |
| 日笠   | 上船塚古墳   | 前方後圓墳 | 70米     | 6世紀初  |
| 日笠   | 下船塚古墳   | 前方後圓墳 | 85米     | 6世紀中  |

古墳位於福井縣西南，若狹地方中央部分北川左岸的丘陵上。上中古墳群是在北川流域的若狹首長墓群，其中包括脇袋古墳群、天德寺古墳群和日笠古墳群，而古墳則屬於其中位處最西的日笠古墳群。古墳與南面的上船塚古墳合稱為「夫婦塚」，與上船塚古墳之間的地方則是若狹街道。1990年，上中町教育委員會實施了範圍確認調查。
古墳是前方後圓墳，墳丘主軸以東西方向來看的話，與上船塚古墳一樣前方部分朝西。墳丘有兩層，其表面雖有埴輪，但未發現有葺石，另外墳丘由盾形的周濠所包圍，周壕外圍亦發現了埴輪。主體部分的墓室形式不明，而石室所在的後圓部分和前方部分則發現了盜墓用的坑道。
古墳推測建於古墳時代後期（約6世紀中或前半），推測在一眾若狹首長墓中，古墳為最遲建成的。實際上入葬者不明，但是由於上中古墳群為若狹國造的膳臣一族的首長墓群，因此古墳的入葬者亦可能是其中一位首長。
1935年，古墳域指定為日本國史跡。

## 規模
古墳規模如下。
- 墳丘長：約85米
- 後圓部分直徑：約47米
- 前方部分寬：約47米

古墳墳丘的形態異於上船塚古墳，與脇袋古墳群的上之塚古墳較為相似。

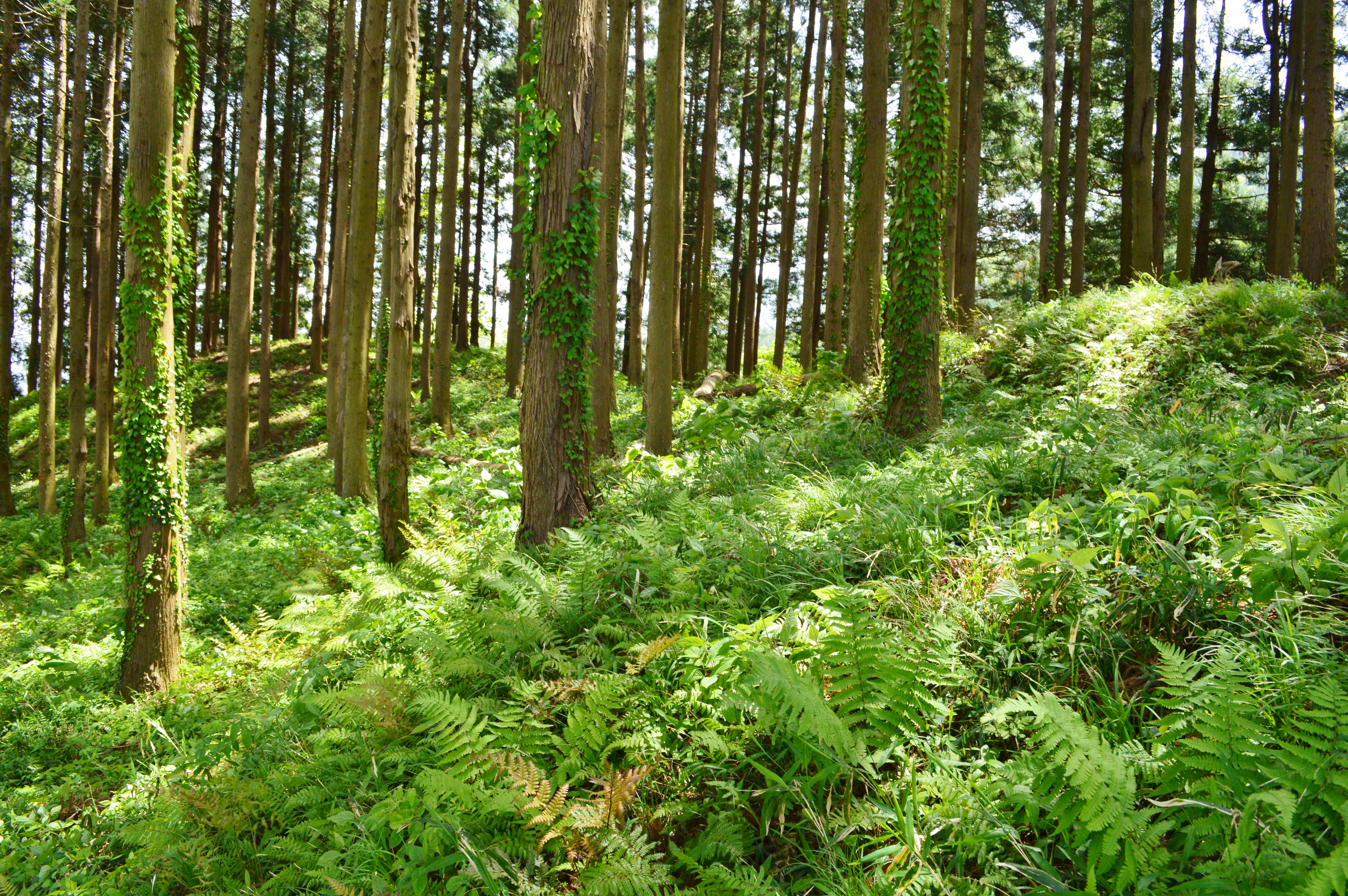
墳丘（右邊為前方部分，左面盡頭是後圓部分）
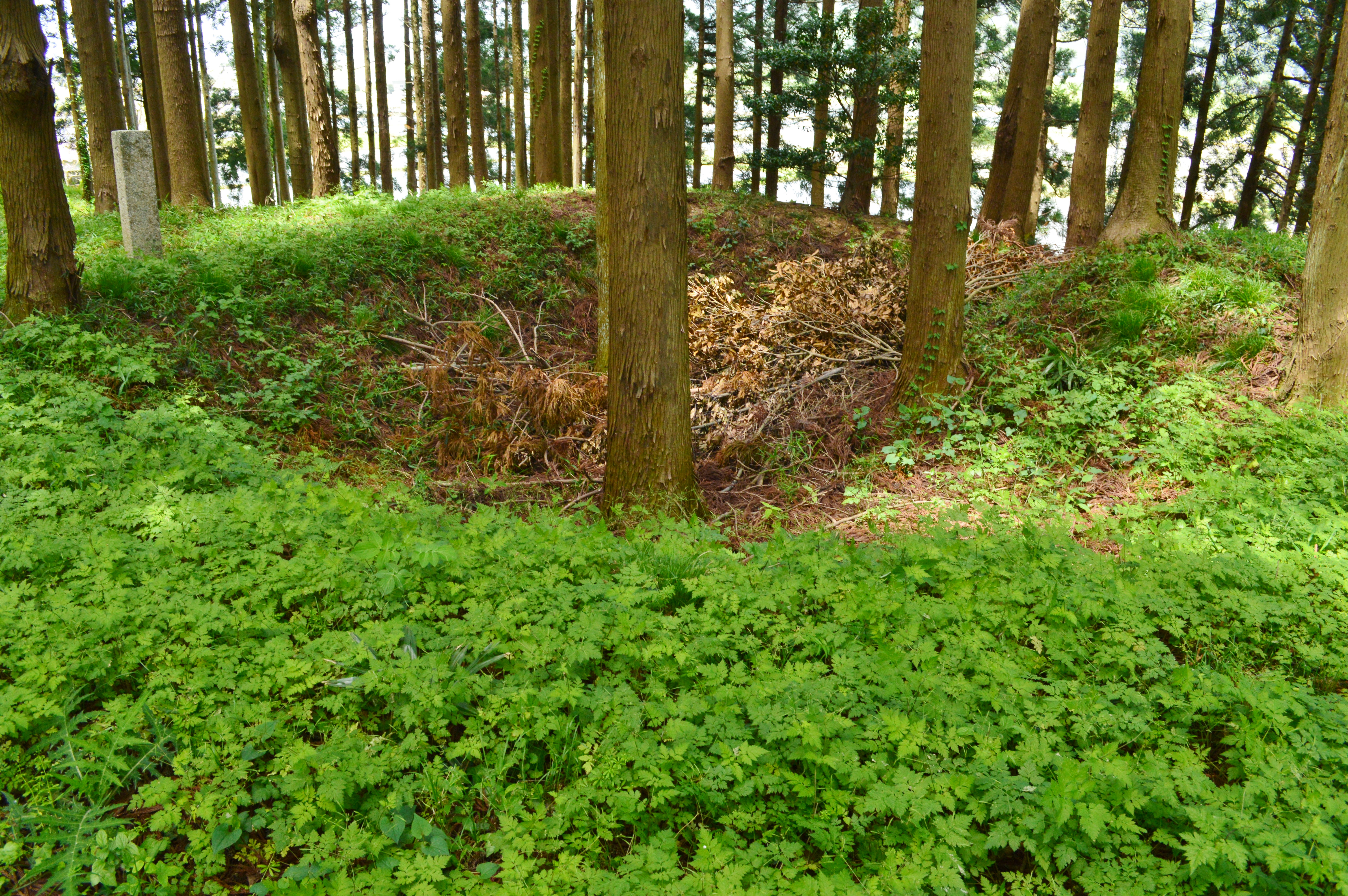
後圓部分墳頂的盜墓用坑道
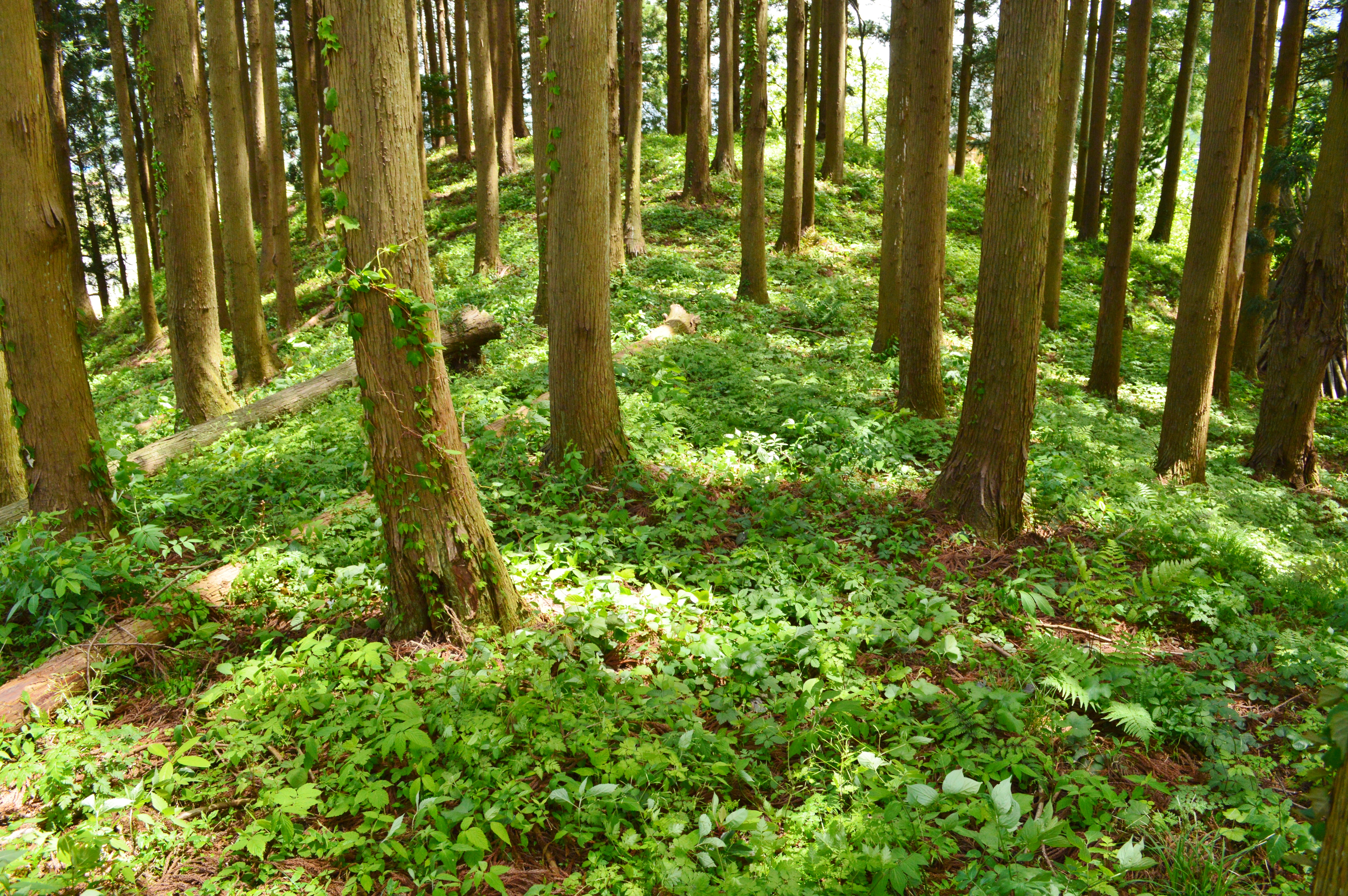
後圓部分
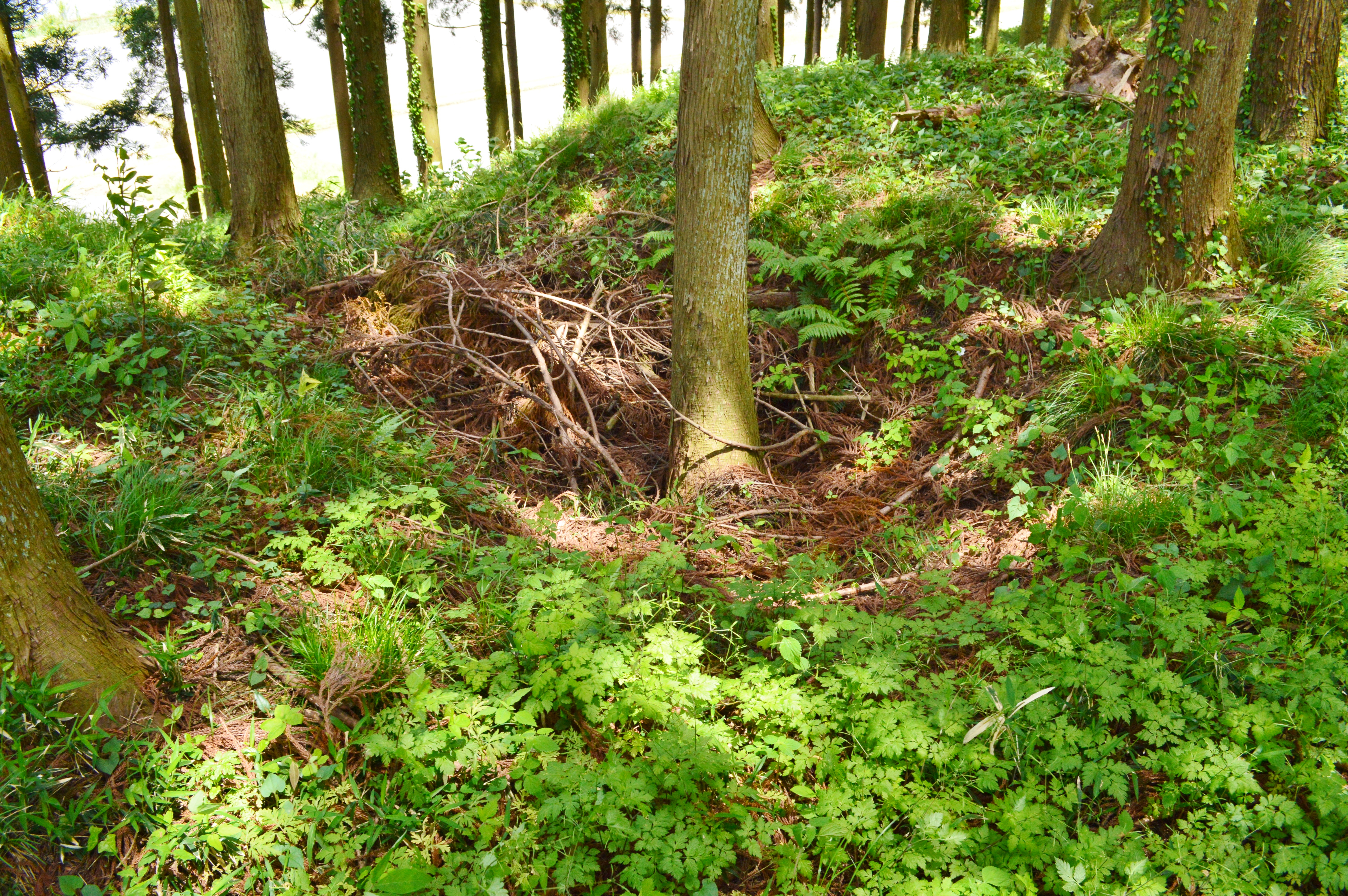
前方部分墳頂的盜墓用坑道
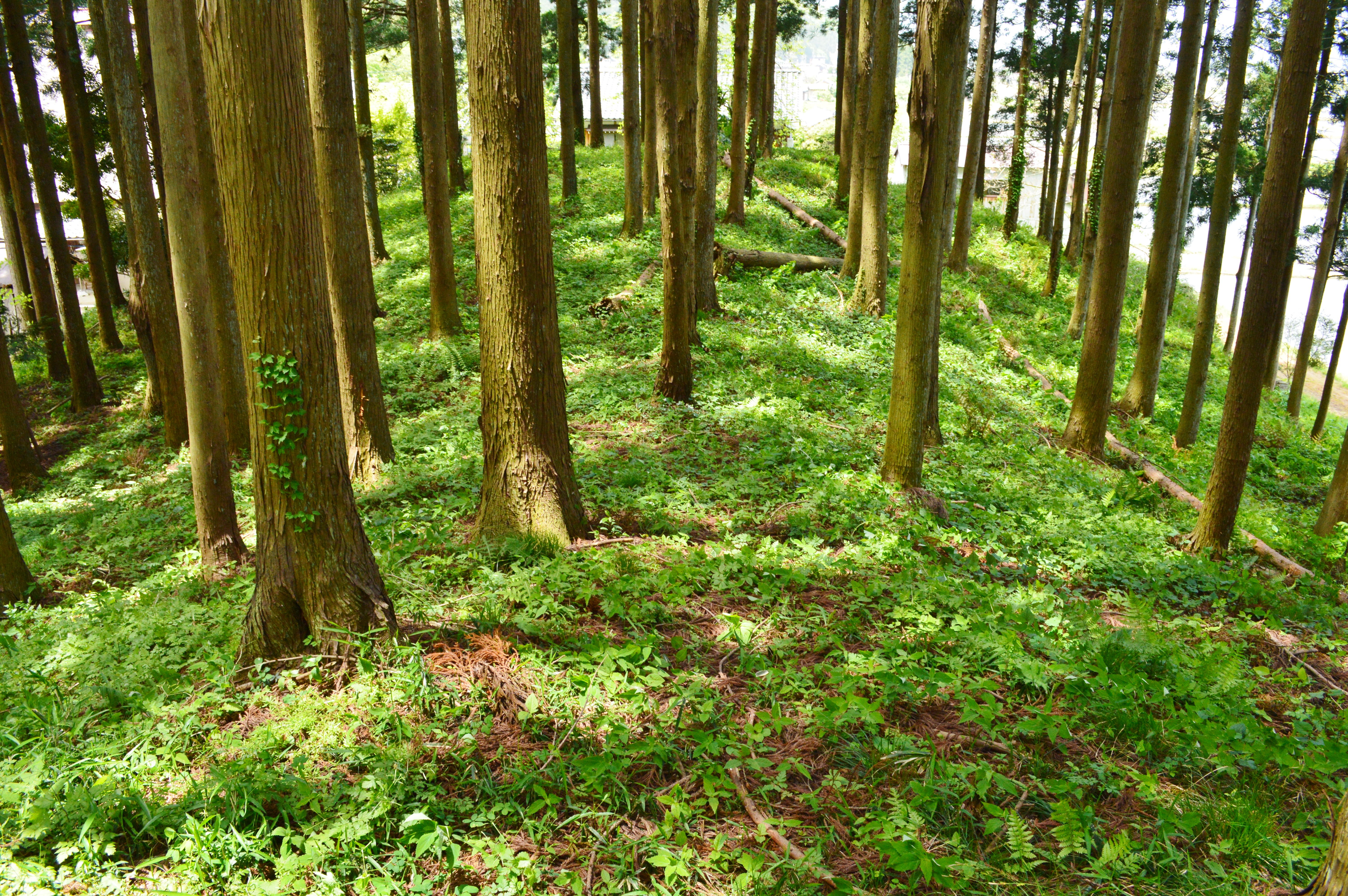
前方部分

## 文化財

### 日本國史跡
- 下船塚古墳 - 1935年12月24日指定[7]。

## 外部連結
- - 國指定文化財等數據庫（日語）
- 下船塚古墳（页面存档备份，存于）
- 下船塚古墳（页面存档备份，存于）